# Djiboutiaanse frank
De Djiboutiaanse frank is de munteenheid van het Oost-Afrikaanse land Djibouti. Vroeger was Djibouti een Franse kolonie (Frans-Somaliland), vandaar dat de frank er het betaalmiddel is, de munteenheid van Frankrijk vóór 2002. De Djiboutiaanse frank is (net als de Franse frank) verdeeld in 100 centimes (centen).
Er zijn munten van 1, 2, 5, 10, 20, 50, 100 en 500 frank en bankbiljetten van 1000, 2000, 5000 en 10.000 frank. De Djiboutiaanse frank is gekoppeld aan de Amerikaanse dollar.